# Jean Charlot (peintre)
Pour les articles homonymes, voir Jean Charlot et Charlot (homonymie).
Louis Henri Jean Charlot (8 février 1898 - 20 mars 1979) est un peintre, dessinateur, graveur et lithographe français, actif au Mexique et aux États-Unis.

## Biographie
Jean Charlot est né à Paris. Son père, Henri, possédait une affaire dans l'export-import et était un émigré de Russie, bien qu'étant un de ceux qui soutenait la cause bolchevik. Sa mère, Anna, était aussi une artiste, originaire de Mexico et dont le père était un métis franco-indien. Le collectionneur américaniste Eugène Goupil était son grand-oncle paternel.
En 1921, ruinés à la suite de la Première guerre mondiale, mais après des cours de fresques auprès de Maurice Denis et Marcel-Lenoir, il quitte l'Europe en compagnie de sa mère pour s'établir à Mexico. Il trouve un travail en tant qu'assistant de Diego Rivera et se mêle à l'effervescence artistique en participant au mouvement stridentiste et à la naissance du muralisme.
Amateur d'imagerie populaire, il contribue à faire redécouvrir l'œuvre immense de José Guadalupe Posada en lui consacrant le tout premier article biographique dans la Revista de Revistas du 20 aout 1925.
Il a aussi travaillé en tant que dessinateur durant les excavations de Chichén Itzá sous la direction de Sylvanus Morley. En 1942 il réalisa une peinture à l'huile intitulée Cotton Gin pour le bureau de poste de McDonough (Géorgie, États-Unis). En 1949, Charlot partit pour Hawaï pour devenir un professeur d'art à l'université d'Hawaï à Mānoa. Il y continua à y travailler jusqu'à sa mort en 1979. L'expressionniste abstrait Kenneth O. Goehring fut un de ses élèves.
Parmi les collections publiques détenant des œuvres de Jean Charlot, on trouve le Musée des Beaux-Arts de San Francisco, le Hawaii State Art Museum, la Honolulu Academy of Arts et l'Université d'Hawaï.